# Tanja Mihhailova
Tatjana Mihhailova-Saar (en ruso: Татьяна Михайлова, n. 19 de junio de 1983, Kaliningrado, Unión Soviética), conocida artísticamente como Tanja, es una cantante de pop y actriz rusa-estonia. Tanja representó a Estonia en el Festival de Eurovisión 2014 con la canción "Amazing", aunque no consiguió llegar a la final quedando en duodécima posición en la primera semifinal con 36 puntos. Además, en el Festival de la Canción de Eurovisión 2015 dio los votos de Estonia.

## Biografía
Mihhailova nació el 19 de junio de 1983 en Kaliningrado, en aquel momento parte de la República Socialista Federativa Soviética de Rusia, pero se marchó a Estonia a una edad muy temprana. Tanja ha sido miembro de varias bandas en su carrera profesional y ha actuado en varios musicales de teatro.
En 1998 ganó el festival Utrennaja zvezda de Jurmala, Letonia, y en 2002 participó en el concurso Fizz superstar 2002, un festival de música del Báltico.
En 2021, participó en la película de Disney, Encanto, dando voz (hablada y cantada) al personaje de Pepa Madrigal en la versión doblada al estonio de la película